# Kushitiska språk

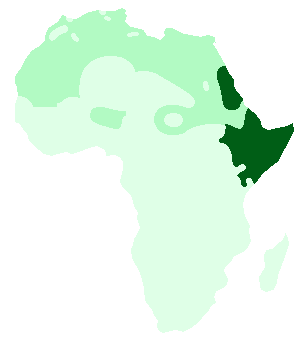
Kushitiska språk (mörkgrönt) och andra afroasiatiska språk (ljusare grönt) i Afrika.

Kushitiska språk är en undergrupp av afroasiatiska språk som talas i nordöstra Afrika huvudsakligen på det så kallade Afrikas horn. Namnet härstammar från den bibliske Kush och är bildat genom analogi med semitiska språk (bildat från Sem).
Stora språk i gruppen är oromo, somaliska, sidamo och afar.
Kushitiska språk kan delas in i följande undergrupper (enligt Joseph Greenberg med justeringar av Harold Fleming):
- Beja (placeras ofta utanför de egentliga kushitiska språken)
- Centralkushitiska språk (även agawspråk)
- Östkushitiska språk
- Sydkushitiska språk

Robert Hetzron har föreslagit att de sydkushitiska språken bör räknas in under de östkushitiska språken, närmare bestämt undergruppen låglandets östkushitiska språk. Även Maarten Mous har muntligen föreslagit att de hör till denna grupp, och har dessutom preciserat dem inom denna grupp till de sydliga låglandets östkushitiska språk, där han även vill placera oromo, omo-tanaspråken (som somaliska) och yaaku-dullay.
Richard Hayward å andra sidan delar in östkushitiska språk i tre väletablerade familjer: höglandets östkushitiska (sidamic), låglandets östkushitiska (med afar, somaliska språk och oromiska språk) samt dullay. Uppenbarligen försöker han inte inordna yaaku i systemet.
Kushitiska språk har ansetts omfatta de omotiska språken, vilka då kallades västkushitiska språk. Numera brukar de omotiska språken anses vara en separat gren av afroasiatiska språk.